# GURPS
GURPS — це ігрова система для настільних рольових ігор. Створена компанією Steve Jackson Games (найбільш відомий їх продукт - гра Манчкін) і вперше опублікована в 1986 році. У 2004 році була випущена четверта редакція правил, яка є актуальною досі.
Для ведення гри потрібен майстер. Гравці керують своїми персонажами в грі вербально, а успіх їхніх дій визначається навичками їх персонажа, складністю дії та кидком кубиків. Під час гри персонажі заробляють бали, які використовуються для покращення вже існуючих здібностей та придбання нових. Для вирішення результату ігрових подій використовуються три шестигранні гральні кістки.

## Історія

### Попередня історія RPG
До GURPS більшість рольових ігор (RPG) 1970-х і початку 1980-х років розроблялися спеціально для певних ігрових середовищ і були в основному несумісними одна з одною. Наприклад, TSR опублікувала свою гру Dungeons & Dragons спеціально для фентезійного середовища. Ще одна гра від тієї ж компанії, Star Frontiers, була розроблена для науково-фантастичних рольових ігор. TSR створив інші ігри для інших середовищ, наприклад Gamma World ( постапокаліптичні пригоди), Top Secret ( шпигуни та секретні агенти), Gangbusters (пригоди « Ревучих двадцятих ») і Boot Hill ( американський Старий Захід ). Кожна з цих ігор була встановлена за власною самодостатньою системою правил, і правила кожної гри значно відрізнялися від однієї гри до іншої. У Advanced Dungeons and Dragons були зроблені спроби дозволити міжжанрові ігри з використанням правил Gamma World і Boot Hill ; однак персонажів можна було використовувати в новій сесії лише шляхом перетворення їх статистики. Хоча GURPS передували інші настільні рольові ігри, GURPS була найбільш комерційно успішною універсальною системою рольових ігор, яка дозволяє гравцям грати в ігри будь якого жанру і сеттингу.

### Концепція GURPS
Рольові ігри 1970-х і 1980-х років, такі як Dungeons & Dragons, зазвичай використовували випадкові числа, отримані кидками кубиків, для генерації персонажів. У 1978 році Стів Джексон розробив нову систему персонажів для мікроігор Melee і Wizard, яка використовувала систему купівлі балів: гравцям надається фіксована кількість балів, за які можна купувати здібності. (Система героїв, яка вперше була використана в рольовій грі Champions, опублікованій через два роки, також використовувала систему купівлі балів. ) 
Наголошення GURPS на його універсальному використанні виявилося успішною маркетинговою тактикою, оскільки на той момент більшість ігор мали правила, що були пристосовані лише під задуманий розробниками стиль та сетінг гри. Одним з ключових підходів до розробки правил також був принцип "reality-check", згідно з яким правила та їх використання у ході ігрового процесу повинні мати сенс і в реальному житті. У зв'язку з цим, GURPS відома як доволі реалістична та хардкорна система.
Бібліотека правил GURPS також включає в себе десятки книг розширень, які мають в собі додаткові правила, кампанії, а також сетінги в усіх жанрах, включаючи наукову фантастику, фентезі та історію. Багато популярних дизайнерів ігор розпочали свою професійну кар’єру як автори GURPS, зокрема Сі Джей Карелла, Робін Лоуз, С. Джон Росс  і творець Fudge Стеффан О’Салліван.

### Історія GURPS
Безпосередніми механічними попередниками GURPS були мікроігри Стіва Джексона Melee і Wizard, обидві опубліковані Metagaming Concepts, яка згодом поєднала їх разом з іншою грою Джексона, In the Labyrinth, утворивши The Fantasy Trip ( TFT ), ранню рольову гру. Кілька основних концепцій GURPS вперше з’явилися в TFT, включаючи включення сили, спритності та інтелекту як основних показників здібностей кожного персонажа.
У квітні 1984 року основні правила GURPS (на той момент називалися «Велика безіменна універсальна рольова система») тестувалися під час підготовки до семінару питань і відповідей GURPS на Origins 1984 у Далласі. Бойова система для GURPS була опублікована в 1985 році як Man to Man: Fantasy Combat від GURPS, щоб вкластися в крайній термін для Origins 1985 , а пізніше того ж року її доповнили пригодницький додаток Orcslayer.
Правила GURPS першої редакції були опубліковані у 1986 і 1987 роках, та включали в себе дві книжки, один з яких включав у себе правила для персонажів і один для пригод.
У 1990 році GURPS схвилювала частину хакерської субкультури , коли в офісі компанії в Остіні, Техас, Секретна служба провела рейд. Ціллю був автор GURPS Cyberpunk, звинувачений у викраденні документів системи реагування на надзвичайні ситуації E911, із Bell South. Цей інцидент був прямим внеском у заснування Electronic Frontier Foundation. Поширена помилкова думка, що цей рейд був частиною операції Sundevil і проводився ФБР. Операція: Sundevil діяла в той самий час, але була окремою. Див. Steve Jackson Games, Inc. v. Секретна служба США.
Доповнення GURPS Illuminati University від 1995 року представило Агату Гетеродайну, персонажа, який зіграє головну роль у популярному серіалі коміксів « Дівчина-геній » у 2001 році.
Безкоштовна PDF -версія правил GURPS вперше була випущена в 1998 році як GURPS Lite. Це скорочений до 32 сторінок набір правил, який містить у собі основні механіки ігрової системи. Така версія правил прикладалась до книг третьої редакції, зокрема GURPS Discworld і Transhuman Space.
Steve Jackson Games випустили GURPS Fourth Edition у перший день Gen Con 19 серпня 2004 року. Нова редакція правил мала спростити та оптимізувати більшість областей гри та створення персонажів. Зміни включають перераховані бали атрибутів, відредагований список навичок, уточнення відмінностей між здібностями, отриманими з досвіду, і здібностями, отриманими від вродженого таланту, більш детальні правила мови та переглянуті технологічні рівні. Четверте видання, розроблене Шоном Панчем, продається як дві повнокольорові книги в твердій обкладинці, а також у форматі PDF.

## Офіційна література
На сьогоднішній день актуальною версією правил є Четверта редакція. Книги правил третьої редакції також доступні для покупки, і продаються під назвою "GURPS Classic"
GURPS: Basic Set - основний набір правил, що включає в себе дві книги - Characters, що описує можливості персонажів та здебільшого орієнтований на гравців, а також Campagins, що здебільшого орієнтований на ігрових майстрів, також включає в себе короткий опис сетінгу GURPS: Infinite Worlds.
GURPS Lite - коротка версія правил. Від Basic Set відрізняється, зокрема, відсутністю правил по магії, коротшим переліком здібностей, зброї, значно меньше уваги приділено процесу гри з боку ігрового майстра. Ця версія правил є безкоштовною, і доступна для скачування з офіційного сайту Steve Jackson Games.
GURPS Ultra Lite - дуже коротка версія правил, що вміщається на одному листі А4. Ця версія правил також є безкоштовною, і доступна для скачування з офіційного сайту Steve Jackson Games.
Також існує велика кількість додаткових офіційних книг, яка передбачає не обов'язкові правила та можливості. Серед таких можна виділити:
- книги що розширяють базові правила (наприклад GURPS бойові мистецтва, GURPS ритуальна магія та GURPS супергерої)
- книги що більш детально описують технології того чи іншого періоду (наприклад GURPS стімпанк, GURPS високі технології та GURPS  середньовіччя)
- книги що допомагають краще працювати з тим чи іншим жанром (наприклад GURPS фентезі, GURPS жахи та GURPS космос)
- книги що мають напрацювання з певного сеттингу (наприклад GURPS нескінченні світи, GURPS відьмак, GURPS вархаммер)
- книги з монстрами

Окрім цього на сайті видавця щомісяця виходить журнал « Піраміда » що містив статті, поради та відповіді на часто задавані питання користувачів.

## Ігрові механіки

### Очки персонажа
У GURPS  використовується система балів персонажа, за які купуються основні та вторинні характеристики, переваги, недоліки і навички. Для персонажа-початківця в грі середнього рівня потужності четверте видання пропонує 100–150 бали. Звичайні NPC побудовані на 25–50 балах. Повноцінні герої зазвичай мають 150-250 очок — тоді як супергерої зазвичай складаються — 400-800 балів. За одну ігрову сесію четверте видання GURPS рекомендує видавати гравцям по 1-3 бали. Один бал вважається еквівалентом 200 годин тренувань або вивчення навички. Порівняння кількості балів персонажів і ворогів дає можливість ігровому майстру балансувати сутички.

### Атрибути
Персонажі в GURPS мають чотири основні атрибути:
- Сила (ST) : відповідає за фізичну силу та масу персонажа, здатність піднімати і носити вантажі а також здатність завдавати шкоди
- Спритність (DX) : показник фізичної спритності та координації персонажа.
- Інтелект (IQ) : міра розумових здібностей персонажа, його можливість відчувати та розуміти себе та навколишній світ
- Здоров'я (HT) : міра фізичної витривалості персонажа, швидкість відновлення, кількість енергії та життєвих сил, здатність протистояти хворобам

Кожному атрибуту присвоєно числовий рейтинг. Середня людина має всі ці атрибути значенням 10, але вони можуть коливатися від 1 (недієздатні істоти), до 20 і більше (понадлюдські здібності). Все, що знаходиться в діапазоні від 8 до 12, вважається нормальною або середньою зоною для людини. Значення базових атрибутів 6 або менше вважається руйнівною — вона настільки нижча за людську норму, що використовується лише для персонажів із серйозними вадами. Значення 15 і більше вважають дивовижними — вони одразу помітні всім хто дивиться на людину.
Гравці купують значення цих атрибутів, витрачаючи бали персонажів. Підвищення атрибуту вище за 10 коштує балів, а зниження атрибуту нижче 10 дає персонажу додаткові бали. Оскільки більшість навичок базуються на спритності чи інтелекті, ці атрибути вдвічі дорожчі.
Значення атрибутів також визначають кілька вторинних атрибутів. Кожен вторинний атрибут базується на одному з первинних і може бути окремо збільшений або зменшений за бали персонажа:
- Очки здоров’я (HP) : позначає кількість шкоди, яку можна нанести персонажу. Базується на Здоров'ї.
- Швидкість (BS) : відповідає за черговість ходу в бою та можливість персонажа ухилятися. Базується на Спритності
- Рух (Speed) : відповідає за швидкість пересування персонажа. Базується на Спритності
- Воля (Will) : можливість концентруватися, тримати себе в руках, витримувати біль і стрес. Базується на Інтелекті.
- Сприйняття (Per) : гострота роботи всіх почуттів. Базується на Інтелекті.
- Одиниці втоми (FP) : міра можливостей персонажа переносити виснаження, голод і втому. Базується на Здоров'ї.

Деякі з вторинних атрибутів не представлені в таблиці (Ухиляння, Базовий вантаж, Кількість наносимої шкоди, інше), оскільки вони визначаються завдяки таблицям або формулам, що можуть включати як основні атрибути, так і спорядження персонажа.

### Переваги і недоліки персонажів
GURPS має велику кількість переваг і недоліків, які дозволяють гравцям або майстрам гнучко налаштовувати своїх персонажів. Деякі з цих переваг і недоліків мають синергію один з одним.
Гравець може вибрати численні Переваги та Недоліки, щоб відрізнити персонажа; система підтримує як звичайні риси (такі як багатство, статус і репутація вище або нижче середнього), так і більш екзотичні спеціальні здібності та слабкі сторони. Вони класифікуються як фізичні, розумові або соціальні, а також як екзотичні, надприродні або буденні. Переваги допомагають персонажу та коштують балів для покупки. Вибір Недоліків повертає бали і дозволяє гравцям обмежити своїх персонажів одним способом в обмін на те, щоб вони були більш потужними або обдарованими в інших сферах. До недоліків також відносяться деякі позитивні якості (наприклад чесність, правдивість і кодекс честі) оскільки вони обмежують стиль гри за персонажа.
Покращення та обмеження можуть адаптувати переваги чи недоліки відповідно до побажань творчих гравців. Вони дозволяють змінити ефект і вартість в балах переваг і недоліків. Так наприклад недолік Поганий зір дає персонажу 25 балів, проте він завжди заважає; якщо персонаж використовує "пом'якшувач" для недоліка - окуляри - недолік починає коштувати на 60% менше (10 балів), проте окуляри можна легко загубити чи розбити. Це доповнення до системи значно підвищує її гнучкість, одночасно зменшуючи кількість конкретних переваг і недоліків, які необхідно перерахувати.

### Навички
GURPS має широкий набір навичок, які дозволяють підтримувати будь-які мислимі жанри (від акробатики до пілотування космічних кораблів). Кожна навичка залежить від одного або двох атрибутів (зазвичай первинного).
Наявність навичок залежить від конкретного жанру, в якому грають у гру GURPS. Наприклад, у типовому середньовічному фентезі навички керування комп’ютером або польоту на винищувачі зазвичай недоступні. Навички оцінюються за рівнем, і чим більше рівнів придбано за очки персонажа, тим кращі персонажі з цією конкретною навичкою порівняно з базовим атрибутом.
Навички класифікуються за складністю: проста, середні, складні та дуже складні. Від складності навичок залежить їх рівень по замовчуванню та ціна придбання. Кількість балів вкладених в навичку показують рівень тренованості і час витрачений на вивчення та застосування цієї навички. Так, щоб вивчити просту навичку на рівні атрибуту від якого вона залежить достатньо вкласти 1 бал (наприклад навичка володіння Арбалетом є простою навичкою залежною від спритності). В той же час щоб вивчити дуже складну навичку на рівні атрибуту від якого вона залежить потрібно витратити 8 балів персонажа (так наприклад Хакерство є дуже складною залежною від Інтелекту).
Як правило, гравці можуть придбати навик для своїх персонажів на будь-якому рівні, який вони можуть собі дозволити. Деякі навички мають рівні за замовчуванням, тобто допускають використання без тренування - будь-хто може стріляти із арбалета або крастися (хоч і не надто ефективно), проте щоб займатись програмуванням потрібна спеціальна підготовка.
Деякі навички також мають рейтинг технічного рівня (TL), щоб розрізняти навички, які стосуються подібних концепцій, але завдання яких виконуються різними способами при використанні з різними рівнями технологій. Це допомагає під час сценаріїв подорожей у часі або коли персонажам доводиться мати справу з особливо застарілим або передовим обладнанням. Наприклад, навички сучасного човнобудівника будуть менш корисними, якщо він застрягне на безлюдному острові і буде змушений працювати з примітивними інструментами та технікою. Таким чином, навички, які він використовує, відрізняються, коли він у своєму цеху (Кораблебудування/TL8) і коли він перебуває на острові (Кораблебудування/TL0).

### Кидки успіху
GURPS використовує три шестигранні гральні кістки для всіх ігрових механізмів із використанням стандартної нотації кубиків. «Середній кидок» трьох шестигранних кубиків генерує 10,5; це робить «середню» перевірку навичок (навички 10, на основі немодифікованого атрибута) з однаковою ймовірністю як успішною, так і невдалою.
На відміну від більшості інших настільних рольових ігор, для GURPS  чим нижчий результат кидка - тим кращий результат. Складність кидка складається з рівня навички, рівня складності задачі та інших модифікаторів.  Таким чином, позитивні модифікатори збільшують шанси на успіх, додаючи значення до характеристик або рівня навичок, тоді як негативні модифікатори зменшують їх, ускладнюючи завдання. Складність кидка та рівень модифікаторів встановлює ігровий майстер.
Наприклад: гравець робить спробу кишенькової крадіжки своїм персонажем. Персонаж має навичку Кишеньковий злодій з рівнем 11. За звичайних обставин — тобто за середньої стресової ситуації, згідно з інструкцією — гравець повинен викинути 11 або менше, щоб персонаж досяг успіху. Якщо гравець викидає більше 11, це означає, що персонаж не здійснив спробу кишенькового крадіжки.
Є деякі винятки для дуже високих або низьких кидків, які вважаються критичними. Незалежно від рівня навику, кидок кубика 18 завжди є критичною невдачею, а кидок 3 або 4 завжди є критичним успіхом (кидок 17 також є критичною невдачею, якщо рівень навичок персонажа не є відповідним 16 або більше). У таких випадках Ігровий Майстер може вирішити, що в першому випадку (кидок 18 або 10+ понад модифікований рівень навичок) персонаж зазнав жахливої невдачі та спричинив щось катастрофічне, або, в іншому випадку, він або вона досягає неймовірного успіху і в результаті отримує певну користь.

### Бойова система
Бої в GURPS організовані за особистими ходами: тобто кожен персонаж отримує хід щосекунди, і під час ходу персонаж може виконати дію, наприклад атакувати або рухатися. Після того, як усі персонажі виконали свою дію, починається наступна секунда бою. Безкоштовні дії — це прості дії, які можна виконати будь-коли. Персонажі в групі мають певну ініціативу, яка повністю базується на їхній базовій швидкості.
Існує два типи атак: ближня (атака холодною зброєю або беззбройний бій) і дальня (луки, пістолети тощо). Щоб дізнатись чи була атака, здійснена персонажем, результативною,  гравець має зробити кидок успіху на навичку володіння тією зброєю якою була зроблена атака. Невдача означає промах, успіх - попадання. Так само критичні влучення означають, що удар може завдати значно більшої шкоди своїй цілі; критичні промахи можуть призвести до досить неприємної та несподіваної події (наприклад, падіння зброї або попадання не в ту ціль). Модифікатори атаки встановлюються GM з урахуванням таких речей, як відстань, швидкість і прикриття, які ускладнюють успішний удар.
Після успішної атаки, за винятком критичного удару, захисник зазвичай отримує шанс уникнути удару. Способів захисту є три: ухилення, блокування (наприклад щитом), та парирування (зброєю). На відміну від багатьох систем РПГ, активний захист — це перевірка без протидії, тобто в більшості випадків успіх атаки не впливає на складність захисту. Ухилення базується на характеристиках базової швидкості, тоді як парування та блокування базуються на індивідуальних бойових навичках, таких як фехтування, карате чи посох для парирування та щит чи плащ для блокування. За те, що персонажі можуть досягти відносно високого значення активного захисту, значно затягуючи бої систему часто критикують.

### Пошкодження та захист
Шкода від м’язової зброї (молоти, мечі, луки тощо) розраховується на основі Сили персонажа. Чим слабший персонаж фізично, тим менше шкоди він здатний завдати такою зброєю. Суто механічна зброя (арбалети, пістолі, бомби тощо) має встановлене значення шкоди. Якщо ціль має броню - ступінь захисту броні віднімається від значення нанесеної шкоди.
Коли персонажам завдано шкоди, вона вираховується з їхніх очок здоров’я, які обчислюються за допомогою показника сили (до 4-го видання GURPS очки здоров’я вираховувалися на основі показника здоров’я). Як і в більшості інших рольових ігор, втрата очок здоров'я вказує на нанесення персонажу фізичної шкоди, яка потенційно може призвести до смерті. GURPS розраховує штрафи за шок, коли когось вдарили, представляючи удар, який він спричиняє, і приплив болю, який заважає зосередитися. Різна зброя може завдавати різних «типів» шкоди, починаючи від розчавлення (палиця або булава), проколювання (спис або стріла), розсікання (більшість мечів і сокир), пронизливих (кулі) тощо.
Однією з особливостей втрати очок життя є те, що в GURPS смерть не гарантована. Хоча дуже велика загальна втрата HP спричинить неминучу смерть, є також кілька моментів, у яких гравець повинен успішно кинути HT, з різними рівнями невдач, які вказують на смерть персонажа або смертельну травму.

### Розвиток персонажа
Розвиток персонажа відбувається за тією ж системою, що й створення персонажа. Персонажі регулярно отримують бали для вдосконалення (зазвичай наприкінці ігрового сеансу чи історії).
Майстер може вільно розподіляти досвід, як вважає за потрібне. Це контрастує з деякими традиційними RPG, де гравці отримують передбачувану кількість досвіду для перемоги над ворогами. Книга рекомендує за одну партію нараховувати 1-3 бали за виконання цілей і 1-3 бали за хорошу рольову гру.
Удосконалення також може відбуватися через навчання, роботу чи іншу діяльність, або під час гри, або між сесіями. Загалом, 200 годин навчання дорівнює одному балу характеру, який можна застосувати до області, що вивчається. Самонавчання та досвід роботи займають більше часу за очко персонажа, тоді як високотехнологічні засоби навчання можуть скоротити необхідний час.
Деякі інтенсивні ситуації дозволяють персонажу швидко розвиватися, наприклад, персонажі, які подорожують Амазонкою, можуть вважати кожну мить неспання вивченням виживання в джунглях, тоді як під час мирного життя в чужій країні вивчення місцевої мови буде йти зі швидкістю 4-8 годин на день.

## Ліцензійні роботи
Видавець комп’ютерних ігор Interplay ліцензував GURPS як основу для рольової відеоігри після ядерної війни ( Fallout ) у 1995 році. Пізніше в розробці Interplay замінила систему побудови персонажів GURPS на власну систему SPECIAL. За словами Стіва Джексона, «заява на веб-сайті Interplay про те, що це було спільне рішення SJ Games і Interplay, не відповідає дійсності. ... Нам незрозуміло, що означає їхня пропозиція закінчити та випустити гру без ліцензії [ GURPS ], для нас чи для гри, і ми абсолютно не погоджуємося на це». Браян Фарго, один із виконавчих продюсерів Fallout, заявив під час інтерв’ю, що Interplay вийшла з ліцензійної угоди через фундаментальні розбіжності щодо вмісту гри. " [ Стів Джексон ] був ображений характером вмісту та куди він спрямовувався. ... Він бачив [початковий фільм] і просто не схвалив би його»

## Відгуки і прийняття
Маркус Л. Роуленд зробив огляд GURPS для White Dwarf #83 і заявив, що «хоч я можу аплодувати ідеї, що лежить в основі системи, я не можу рекомендувати GURPS на її нинішньому етапі розвитку. У довгостроковій перспективі GURPS та всі доповнення до неї можуть охоплювати більше простору, ніж інші системи, можливо, за менші витрати, але в короткостроковій перспективі недостатньо допоміжного матеріалу для запуску повноцінної гри будь-якого типу, окрім гладіаторських боїв і середньовічні пригоди» 
The Games Machine переглянула GURPS і заявила, що «Якщо ідея загальної системи вам подобається, або ви хочете мати простий набір правил, за допомогою яких можна запускати пригоди в створених вами умовах, варто звернути увагу на GURPS ».
GURPS посіла 14 місце в опитуванні читачів журналу Arcane у 1996 році, щоб визначити 50 найпопулярніших рольових ігор усіх часів. Редактор британського журналу Пол Петтенґейл прокоментував: «Грунтуючись на бальній системі та шестигранних кубиках, GURPS успішніша за більшість «загальних» ігор. Правила є гнучкими та добре підтримуються – незалежно від того, що ви хочете з цим зробити, ви, ймовірно, знайдете доповнення з деякими порадами та довідкою. Гра іноді страждає від того, що вона занадто деталізована, і може загрузнути в цифрах. Тим не менш, це адаптивна система з деякими чудовими добавками».

## Дивіться також
- Список книг GURPS
- Базовий набір GURPS
- Pyramid, щомісячний онлайн-журнал з оновленнями для GURPS